# Estrada do Vinho da Alemanha
A Estrada ou Rota do Vinho da Alemanha (em alemão:  Deutsche Weinstraße) localiza-se na região vinícola do Palatinado, no estado da Renânia-Palatinado. Inicia no portal do vinho da Alemanha (Deutsches Weintor), na fronteira com a França em Schweigen-Rechtenbach, até à Casa da Estrada do Vinho da Alemanha (Haus der Deutschen Weinstraße), em Bockenheim, com 85 km de extensão.